# Agri (fill d'Odisseu)
D'acord amb la mitologia grega, Agri (en grec antic: Ἀγριος) va ser un heroi, fill d'Odisseu i de Circe. Se'l fa germà de Latinus i de Telègon. Va governar sobre el Latium i de vegades ha estat confós amb Faune.